# Список вулиць Львова (У)
Список усіх вулиць Львова, що починаються на літеру У.
У списку вулиці подані за алфавітом. Назви вулиць на честь людей відсортовані за прізвищем і подаються у форматі Прізвище Ім'я і/або Посада. Якщо вулиця названа за цілісним псевдонімом або прізвиськом, то сортування відбувається за першої літерою псевдоніма або імені, тобто Лесі Українки — на літеру Л, Марка Вовчка, Марка Черемшини — на М, Олени Пчілки — на О, Панаса Мирного — на П, Янки Купали — на Я тощо.
Курсивом позначені зниклі вулиці.
Колір фону у списку залежить від типу урбаноніма.
| Назва               | Тип    | Колишні назви                                                                            | Район          | Місцевість  | Рік затв. | Джерела          |
| ------------------- | ------ | ---------------------------------------------------------------------------------------- | -------------- | ----------- | --------- | ---------------- |
| Угнівська           | вулиця | Тетмайєра, Фучіка                                                                        | Шевченківський | Клепарів    | 1992      | ПСВЛ, ВП, Л      |
| Угорська            | вулиця | Венґєрска, Мєщаньска, Мадьяренґассе, Мещанінґассе, Венгерска, Захарова (част.)           | Сихівський     | Новий Львів | 1946      | ПСВЛ, ВП, Л      |
| Ударна              | вулиця |                                                                                          | Залізничний    | Сигнівка    |           | ВП, Л            |
| Ужгородська         | вулиця | Сєнявщизна вижша, Сєнявска, Сеняваґассе, Сенявська                                       | Галицький      | Центр       | 1946      | ПСВЛ, ВП, Л      |
| Узбецька            | вулиця | Падеревскєґо (Замарстинів), Губриновича                                                  | Шевченківський | Підзамче    | 1950      | ПСВЛ, ВП, Л      |
| Уманська            | вулиця | Ламана (Замарстинів, част.); Альберта Брата, Альбертґассе                                | Шевченківський | Замарстинів | 1950      | ПСВЛ, ВП, Л      |
| Університетська     | вулиця | Словацкєґо (част.); Маршалковска, Маршалльґассе, Маршалківська                           | Галицький      | Центр       | 1944      | ПСВЛ, ВП, Л      |
| Урожайна            | вулиця |                                                                                          | Франківський   | Кульпарків  | 1950-ті   | ВП, Л            |
| Устияновича Корнила | вулиця | Марії Маґдалєни (част.); Ліпова; Уєйскєґо (част.);, Цвіллінґштрассе, Бородіна, Уєйського | Залізничний    | Центр       | 1946      | ПСВЛ, ІВЛ, ВП, Л |